# Antti
Antti ist ein finnischer männlicher Vorname. Die deutsche Form des Namens ist Andreas; zu Herkunft und Bedeutung des Namens siehe hier.

## Namensträger

### Vorname
- Antti Aalto (Eishockeyspieler) (* 1975), finnischer Eishockeyspieler
- Antti Aalto (Skispringer) (* 1995), finnischer Skispringer
- Antti Aarne (1867–1925), Märchenforscher
- Antti Autti (* 1985), Snowboarder
- Antti Hackzell (1881–1946), Politiker
- Antti Hammarberg (Irwin Goodman) (1943–1991) musiker
- Antti Hyry (1931–2016), Schriftsteller
- Antti Hytti (1950–2021),  Jazzbassist und Komponist
- Antti Kasvio (* 1973), Schwimmer
- Antti Lovag (1920–2014), ungarischer Architekt
- Antti Miettinen (* 1980), Eishockeyspieler
- Antti Niemi (Fußballspieler) (* 1972), finnischer Fußballtorwart
- Antti Niemi (Eishockeyspieler) (* 1983), finnischer Eishockeytorwart
- Antti-Jussi Niemi (* 1977), finnischer Eishockeyspieler
- Antti Juhani Niemi (* 1956), finnischer theoretischer Physiker
- Antti Okkonen (* 1982), Fußballspieler
- Antti Pussinen (* 1984), finnischer Künstler
- Antti Raanta (* 1989), Eishockeyspieler
- Antti Rinne (* 1962), Gewerkschafter und Ministerpräsident Finnlands
- Antti Ruuskanen (* 1984), Speerwerfer
- Antti Sarpila (* 1964), Jazzmusiker
- Antti Tuisku (* 1984), Popsänger
- Antti Tuuri (* 1944), Schriftsteller und Diplomingenieur
- Antti Tyrväinen (Biathlet) (1933–2013), Biathlet

### Familienname
- Gerda Antti (* 1929), schwedische Schriftstellerin